# Storsjö kyrka
Storsjö kyrka är en kyrkobyggnad i Storsjö, Bergs kommun. Den är församlingskyrka i Hedebygdens församling, Härnösands stift.

## Kyrkobyggnaden
Ett träkapell uppfördes 1751 på en plats nedanför nuvarande kyrkplats. Nuvarande träkyrka uppfördes 1812 under ledning av byggmästare Johan Fransman. Möjligen var det gamla kapellet som flyttades och utvidgades. Kyrkan har en stomme av liggtimmer och består av ett rektangulärt långhus med rakt avslutat kor i öster och torn i väster. Öster om koret finns en vidbyggd sakristia. Ytterväggarna är klädda med vitmålad stående lockpanel, medan taket och tornhuven är täckta med furuspån.
Orgeln är byggd 1954 av Werner Bosch Orgelbau.

## Bilder

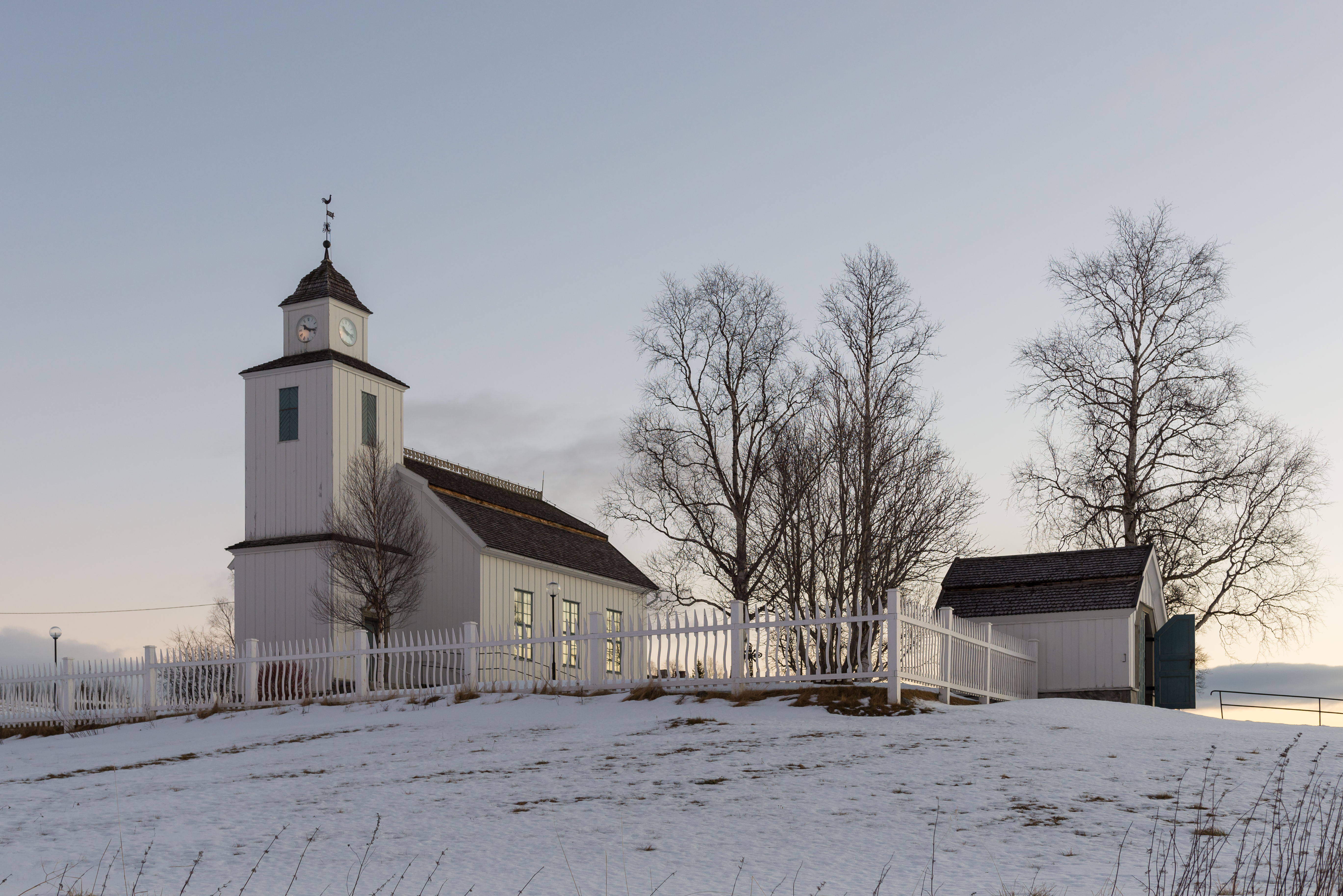
December 2013.
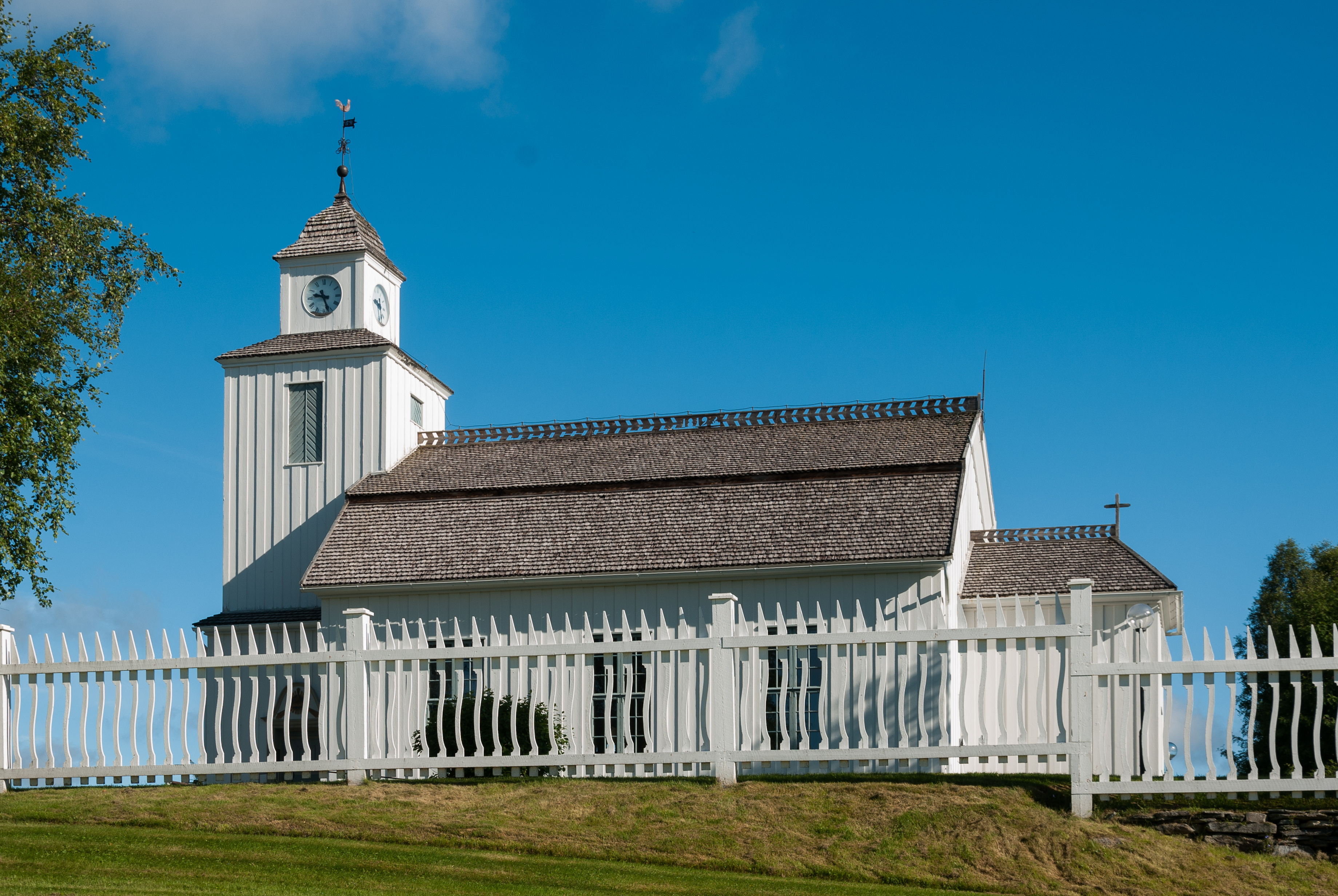
Augusti 2012.
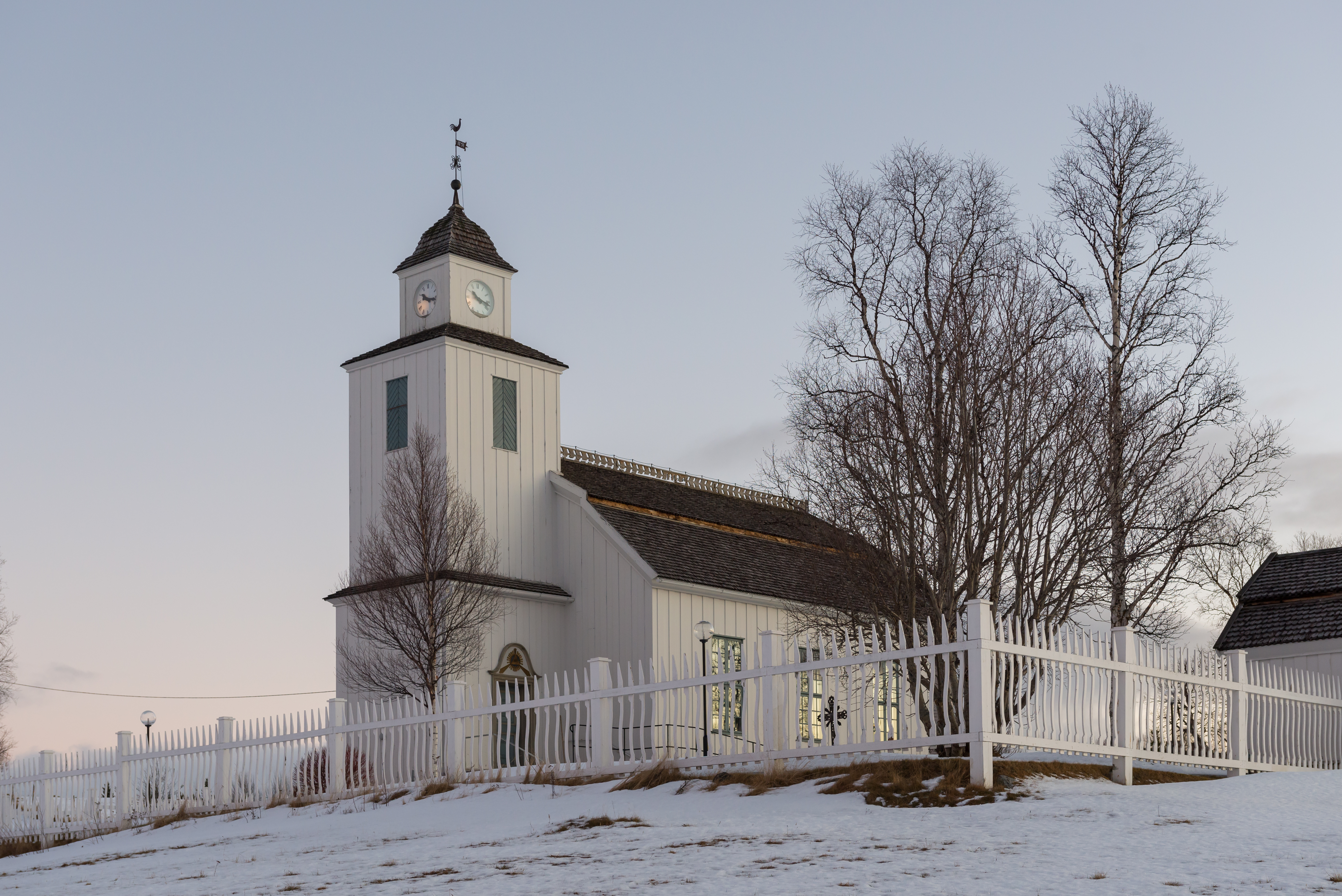
December 2013.